# Pekel (Savinjska dolina)
Jama Pekel je kraška jama, ki se nahaja okoli 4 km severno od Šempetra v Savinjski dolini. Tam je podzemni tok potoka Ponikvica, ki priteče iz jame kot Peklenščica in je levi pritok Ložnice, skozi tisočletja ustvarila edinstven pojav - kraško jamo. Jama je na osamalem krasu na Ponikovski planoti in je dobila ime po zanimivem skalnem vhodu, ki je podoben hudiču. Vhodni del jame so obiskovali že v prejšnih stoletjih, zaslovela je, ko jo je 1860 delno raziskal graški raziskovalec Reibenschuh. V notranjosti so našli kosti neandertalca.

## Dostop
Dostop je bil dokončno urejen 1868, vendar pa je kasneje propadel. Ponovno so ga uredili v prvi polovici 1970, ko so del jame tudi elektrificirali in odprli za javnost.

## Opis
Jama ima dve etaži, spodnja je prepredena z več vodotoki. Glavni vhodni rov je ozek, z več razširitvami, jezerci in slapovi - najvišji slap ima 5 m vodnega padca in je največji turistom dostopen podzemni slap (urejena peš pot) v jamah v Sloveniji - ter prehodi v zgornjo etažo s kapniki. Po 400 m se jama konča s sifonom. Sifon je bil leta 1975 preplavan in se nadaljuje v odprtem rovu še 500 m, skoraj do ponorov površinskega potoka Ponikovščice. Zgornji suhi rov je lepo zasigan.
Celotna dolžina podzemnih rovov znaša 1130 m.